# Margerie-Chantagret
Margerie-Chantagret is een gemeente in het Franse departement Loire (regio Auvergne-Rhône-Alpes) en telt 510 inwoners (1999). De plaats maakt deel uit van het arrondissement Montbrison.

## Geografie
De oppervlakte van Margerie-Chantagret bedraagt 7,6 km², de bevolkingsdichtheid is 67,1 inwoners per km².
De onderstaande kaart toont de ligging van Margerie-Chantagret met de belangrijkste infrastructuur en aangrenzende gemeenten.

## Demografie
Onderstaande figuur toont het verloop van het inwonertal (bron: INSEE-tellingen).